# Pentatheca angulifera
Pentatheca angulifera is een hydroïdpoliep uit de familie Halopterididae. De poliep komt uit het geslacht Pentatheca. Pentatheca angulifera werd in 1955 voor het eerst wetenschappelijk beschreven door Naumov. 